# Svendborg Brakes
Svendborg Brakes A/S er en dansk virksomhed, der fremstiller bremsesystemer til bl.a. vindmølle-, offshore-, kran- og mineindustrien. Virksomheden beskæftiger 190 ansatte og omsætter for 555 mio. kr. Den ligger i Vejstrup nordøst for Svendborg.
Virksomheden blev grundlagt som Svendborg Maskinfabrik i 1884 og fremstillede dengang maskiner til fabrikker. I 1989 specialiserede man sig i skivebremser med overtagelsen af Hägglunds Drives. Samtidig blev navnet ændret til det nuværende.
Svendborg Brakes er i dag en global virksomhed, der foruden i Vejstrup har produktion i Tyskland og Kina samt kontorer i en lang række lande. I 2008 solgte ejerne Jan Struve og Erik Skjærbæk virksomheden for 3,4 mia. DKK. Køberen var kapitalfonden Doughty Hanson & Co., der også ejer LM Wind Power. I 2013 blev virksomheden solgt videre til amerikanske Altra Holdings for 80,1 mio. €, altså med et tab på 2,8 mia. DKK.